# Flusso di coscienza
Il flusso di coscienza (noto come stream of consciousness in lingua inglese) è una tecnica narrativa consistente nella libera rappresentazione dei pensieri di una persona così come compaiono nella mente, prima di essere riorganizzati logicamente in frasi. Da alcuni autori il "flusso di coscienza" è considerato un vero e proprio genere letterario, anche se altri autori ritengono dubbia questa pretesa.
Il flusso di coscienza viene realizzato tramite il monologo interiore nei romanzi psicologici, ovvero in quelle opere dove emerge in primo piano l'individuo, con i suoi conflitti interiori e, in generale, le sue emozioni e sentimenti, passioni e sensazioni.

## Storia
Il primo teorico del flusso di coscienza può essere individuato nello psicologo e filosofo francese Victor Egger (1848-1909), collega di Henri Bergson, professore di Marcel Proust alla Sorbona, e in corrispondenza epistolare con William James proprio negli anni in cui questi scrive The Principles of Psychology. Victor Egger è autore di La parole intérieure. Essai de psychologie descriptive, del 1881, testo nel quale viene sistematicamente trattata questa tematica secondo una prospettiva di psicologia filosofica che già all'epoca suscitò un nutrito dibattito.
Questo sottogenere si sviluppa ulteriormente dopo le pubblicazioni di Sigmund Freud sulla psicoanalisi (Freud conosceva bene il libro di Egger), la quale propone i primi seri studi sull'inconscio. Il primo esempio nella letteratura è l'opera di Edouard Dujardin "Les lauriers sont coupés" apparso nel 1887 in quattro numeri successivi della Revue Indepéndante. James Joyce, trent'anni più tardi, confiderà a Valery Larbaud di aver appreso la tecnica del monologo interiore dalla lettura del romanzo di Dujardin. Tra monologo interiore e flusso di coscienza dovrebbero del resto essere fatte delle distinzioni. In narratologia, diversamente dall'uso più frequente della locuzione, il monologo interiore è inteso come una voce narrativa che svolge pensieri senza sintagmi di legamento e senza interlocutore come tra sé e sé, un discorso che comprende memorie, emozioni, zigzagando tra un tema e l'altro, mentre il flusso di coscienza risulta più ancorato all'esperienza narrativa joyciana, che del resto combina talvolta il monologo interiore al flusso di coscienza. Quest'ultimo tuttavia, secondo la suddivisione proposta da S. Chatman si differenzia dal monologo per la casualità del discorso mentale e perché vi compaiono sensazioni e oggetti legati alla sfera sensoriale (una pubblicità intravista durante una passeggiata, una sensazione di freddo, un ricordo appena accennato e subito scomparso). Va detto che altri autori prima di Joyce fecero ricorso a un monologo libero, associativo, per esempio Dorothy Richardson e May Sinclair, ma la sua notorietà si deve soprattutto a Joyce. Influenzato dalle pubblicazioni di Freud, nel 1906 Joyce realizza la raccolta di racconti Gente di Dublino (Dubliners), nel quale si fondono realtà e mente, coscienza e inconscio: per fare ciò, utilizza la tecnica del monologo interiore diretto (direct interior monologue, in inglese), derivante dalla teoria del flusso di coscienza, per la prima volta nella storia della letteratura. Questa nuova poetica viene poi amplificata dallo stesso Joyce nella sua più celebre opera, Ulisse: viene di fatto eliminata ogni barriera tra la percezione reale delle cose e la rielaborazione mentale. La tecnica è portata alle estreme conseguenze in una delle sue ultime opere, Finnegans Wake, in cui la narrazione si svolge interamente all'interno di un sogno del protagonista: vengono abolite le usuali norme della grammatica e dell'ortografia. Sparisce la punteggiatura, le parole si fondono tra loro cercando di riprodurre il confuso linguaggio onirico, ma riuscendo così assai oscure.
Altri scrittori che hanno usato questa tecnica sono Virginia Woolf, Thomas Stearns Eliot, Jack Kerouac, William Faulkner, Thomas Bernhard; in Italia ne hanno dato prova i romanzieri Luigi Pirandello, Dante Virgili, Guido Piovene, Giuseppe Berto e Italo Svevo.
La BBC, dal 1969 al 1974, mandò in onda una commedia strutturata come un flusso di coscienza, Il circo volante dei Monty Python.

## Svevo e Joyce, il flusso di coscienza
Il romanzo Ulysses di James Joyce (pubblicato nel 1922) fu scritto in gran parte a Trieste, la città di Italo Svevo. L'amicizia tra Joyce e Svevo fu certamente molto importante, in quanto contribuì a far maturare in Svevo una fiducia nelle proprie forze intellettuali e nella validità delle proprie opere, tuttavia non si può dire che nella narrativa di Svevo vi siano delle precise influenze joyciane. Molti sono soliti accostare il flusso di coscienza dell'Ulisse di Joyce a La coscienza di Zeno, ma una critica più recente ha messo in evidenza come in realtà non vi sia alcun punto di contatto tra le due tecniche narrative; tanto più che nella Coscienza l'espediente letterario della narrazione consiste nella scrittura delle memorie del protagonista Zeno Cosini da sottoporre allo psicanalista Dottor S., il che preclude da principio la forma del flusso di coscienza, tanto che il tema della scrittura e organizzazione dei suoi appunti è più volte affrontato dallo stesso narratore-Zeno. L'unico rapporto tra La coscienza di Zeno e l'Ulisse sta nella generale visione del mondo dell'avanguardia novecentesca.
A proposito del rapporto tra il narratore ed il lettore, il critico statunitense W. Booth si è soffermato sulla suddetta tecnica in Retorica della narrativa. Secondo le sue riflessioni, il narratore conduce il lettore a simpatizzare, identificarsi e ad immergersi nell'interiorità del narratore, fino a perdere la distanza critica che è necessaria a formulare un giudizio diverso da quello del narratore:
(Wayne C. Booth, The Rhetoric of Fiction)